# NGC 5817
NGC 5817 ist eine Linsenförmige Galaxie vom Hubble-Typ S0 im Sternbild Waage auf der Ekliptik. Sie ist schätzungsweise 320 Millionen Lichtjahre von der Milchstraße entfernt und hat einen Durchmesser von etwa 85.000 Lj.
Das Objekt wurde im Jahr 1886 von Ormond Stone entdeckt.